# Aenne Biermann

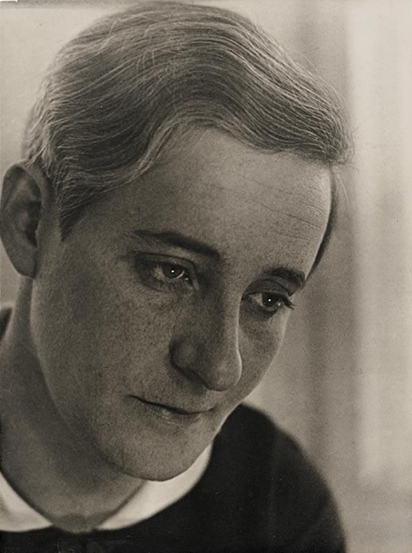
Selbstporträt (1931)

Aenne Biermann (geboren 3. März 1898 in Goch am Niederrhein als Anna Sibylla Sternefeld; gestorben 14. Januar 1933 in Gera) war eine Fotografin, die sich innerhalb kürzester Zeit als wichtigste Vertreterin der deutschen Avantgardefotografie etablierte.

## Leben und Werk
Anna Sibilla Sternefeld wurde als jüngstes Kind des Lederfabrikanten Alphons Sternefeld (geboren 1865) und dessen Frau Julie (1868-1927) geboren. In Goch zählte die Familie Sternefeld zu den vermögenden Unternehmerfamilien. Die von Aennes Großvater gegründete Lederfabrik wurde in den 1920er Jahren von ihrem Bruder Fritz und ihrem Onkel mit mehr als 500 Beschäftigten weitergeführt, bis sie in den Jahren der Weltwirtschaftskrise in Konkurs ging. Mit ihren Brüdern Fritz und Otto (1895-1978) verbrachte Aenne ein großbürgerliches Leben – der Bruder Ernst (1891-1899) war bereits im Alter von sieben Jahren verstorben. Während ihre Brüder höhere Schulen besuchten durften, wurde sie selbst vor allem musisch gebildet und zeitweise stand für sie eine Karriere als professionelle Pianistin im Raum.
Vermutlich während einer Urlaubsreise an der Nordsee lernte Aenne Herbert Joseph Biermann kennen, einen Sohn des jüdischen Kaufhausbesitzers Max Biermann (1856-1922): 1920 heiratete das Paar und ließ sich gemeinsam in Herberts Heimatstadt Gera nieder. Kurz darauf kam im Jahr 1921 ihre Tochter Helga und 1923 ihr Sohn Gerd zur Welt.
Ihren Vornamen „Aenne“ hat sie bereits nachweislich vor ihrer Vermählung verwendet. Die Eheschließungsurkunde unterzeichnete sie noch mit „Anna Biermann“, aber „Aenne“ wurde spätestens mit dem Umzug von Goch nach Gera zu ihrem gebräuchlichen Vornamen.

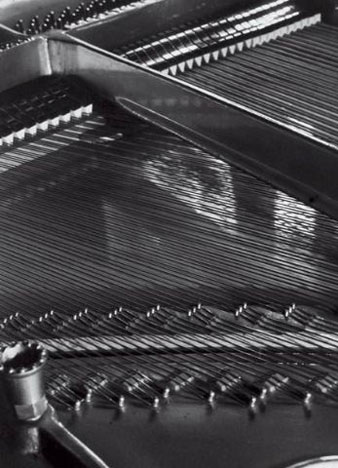
Klaviersaiten eines Flügels, 1928

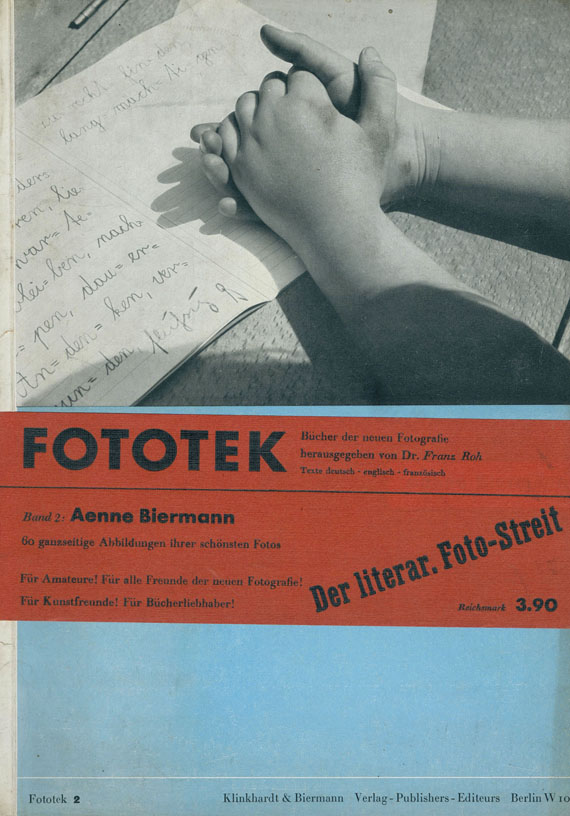
Umschlag ihres zu Lebzeiten erschienenen Buches 60 Fotos, Klinkhardt & Biermann 1930

Als Autodidaktin kam sie Anfang der 1920er Jahre zur Fotografie: Kurz nach der Geburt ihrer Kinder legte sich Aenne Biermann ihre erste fotografische Ausrüstung zu, um wie viele junge Eltern für das private Familienalbum das Aufwachsen der Kinder zu dokumentieren. Ihre ersten Aufnahmen zeigen so zunächst ihre Nachkömmlinge, aber im Lauf ihrer Praxis als Amateurfotografin legte sie zunehmend ein ernsthaftes Interesse an der Fotografie an den Tag und weitete ihr Motivfeld auf Pflanzen, Gesteine, Stillleben, Porträts, einfache Dinge des Alltags oder Teile des persönlichen Lebens wie das heimische Klavier aus. Autodidaktisch stellte sie die Möglichkeiten fotografischer Techniken und Bildkompositionen auf die Probe.
Die eindringliche Auseinandersetzung mit der Fotografie wurde ausgelöst durch die Aufnahmen einer Serie von Gesteinsproben, die von dem befreundeten Geraer Geologen Rudolf Hundt um 1927 in Auftrag gegeben wurden. Im Lauf weniger Jahre professionalisierte sie ihr Schaffen sehr, wobei sie sich der Stilrichtung des Neuen Sehens und der Neuen Sachlichkeit verpflichtete: Enge Bildausschnitte, klare Strukturen, präzise Kompositionen mit Licht und Kontrast, unkonventionelle Perspektiven auf Menschen und Dinge sowie fokussierte Oberflächen zeichnen Biermanns Arbeiten aus.

## Ausstellungen
Im Spätsommer 1928 bekam Biermann auf Initiative des Kunsthistorikers Franz Roh (1890-1965) die Möglichkeit auf ihre erste Ausstellung mit großformatigen Pflanzenfotografien im Graphischen Kabinett von Günther Franke in München. Im Oktober desselben Jahres stellte Franz Roh Aenne Biermanns wegweisende Arbeiten einem breiten Publikum im Kunstblatt vor.
Wie Lucia Moholy, Florence Henri und Germaine Krull war Biermann in allen wichtigen internationalen Fotoausstellungen der frühen 1930er Jahre vertreten, nicht zuletzt in der international wegweisenden Film und Foto (FiFo) des Deutschen Werkbunds 1929. Ihre Fotografien wurden in Wettbewerben prämiert und in diversen Ausstellungskatalogen oder Magazinen veröffentlicht.
Der Höhepunkt ihres Schaffens wird im Jahr 1930 markiert von der Erscheinung der von Franz Roh begründeten Buchreihe „Fototek“ die Publikation „Aenne Biermann. 60 Fotos“.

## Früher Tod und Nachlass
Im Jahr 1932 erkrankte Aenne Biermann an einem Leberleiden und nach einem längeren, erfolglosen Kuraufenthalt, verstarb sie mit nur 34 Jahren am 14. Januar 1933 in Gera – wenige Tage vor der Machtergreifung der Nationalsozialisten. Die nationalsozialistische Verfolgung und Enteignung ihrer Familie erlebte sie nicht mehr. Sowohl ihr Mann als auch ihre Kinder konnten nach Palästina emigrieren. Die Fotografien von Aenne konnten sie dabei nicht mitnehmen und so wurde ihr etwa 3000 Negative umfassendes Archiv in Triest beschlagnahmt, nach Deutschland zurückgeschickt und gilt seither größtenteils als zerstört oder verschollen. Etwa 400 Originalabzüge der Fotografien befinden sich jedoch in musealen und privaten Sammlungen in Deutschland sowie anderen europäischen Ländern und den USA.

## Würdigung
Das Geraer Museum für Angewandte Kunst, das Aenne Biermann einen eigenen Raum seiner Dauerausstellung widmet, vergibt seit 1992 alle zwei Jahre den Aenne-Biermann-Preis für deutsche Gegenwartsfotografie. Im Stadtteil Lusan war eine – mittlerweile geschlossene – Regelschule nach ihr benannt. Am 5. Dezember 2009 wurde der Geraer Volkshochschule der Name „Aenne Biermann“ verliehen. Bereits seit 2008 trägt ein Triebfahrzeug der Geraer Straßenbahn ihren Namen.
Ausstellungen mit Werken Aenne Biermanns fanden unter anderem 2002 im Deutschen Museum in München sowie 2003 und 2007 im Sprengel-Museum in Hannover statt. Ein Bestand von 24 Arbeiten, 11 Negativen und 17 kleinformatigen Archivabzügen sowie anderer Archivalien wird vom Museum Ludwig in Köln gehalten und wurde 2018 erstmals vollständig in einer Ausstellung gezeigt. Eine umfassende Präsentation mit etwa 100 Fotografien und umfangreichem Archivmaterial im Wesentlichen aus der Stiftung Ann und Jürgen Wilde wurde vom 12. Juli bis 13. Oktober 2019 in der Pinakothek der Moderne in München gezeigt.
Die Villa der Familie Biermann in Gera-Untermhaus wurde 2019 versteigert und im September 2020 abgerissen. Die Stadt Gera engagierte sich nicht. Ein Privatunternehmen plante an gleicher Stelle einen Wohnneubau, welcher derzeit noch nicht realisiert wurde (Stand: 2025).
In ihrer Geburtsstadt Goch wurde im Jahr 2020 eine Straße nach ihr benannt.